# Флаг Амбазонии
Флаг Амбазонии (ФРА) — официальный государственный символ непризнанной Федеративной Республики Амбазония, наряду с гербом и гимном. Впервые принят и разработан Национальным Советом Южного Камеруна в 1999 году, но не был как-либо утверждён до объявления независимости.

## История

Флаг колониальной территории залива Амбас (1884-1887).

Флаг Германского Камеруна (1887-1919).

Флаг Британского Камеруна (1919 - 1961).

Флаг Французского Камеруна (1919 - 1960).

Первым флагом, обозначающим современную территорию Амбазонии, а именно Южного Камеруна, был флаг Великобритании, что обозначал с 1884 по 1887 год королевские колониальные территории залива Амбас.
После передачи залива Амбас в пользу Германской колониальной компании, был утверждён флаг Германского Камеруна, который, в том числе, обозначал Амбазонию и Южный Камерун соответственно.
После окончания Первой мировой войны, германские колонии были разделены между Францией и Британией, которые создали свои колониальные администрации, руководящие территорией Камеруна, которые также имели свои флаги и символы администрации.

После объявления независимости, Федеративная Республика Камерун приняла флаг с изображением двух звёзд — символа союза Франкоговорящего и Англоговорящего Камеруна, которые являлись частью федерации как её субъекты. После изменения конституции от 1975 года и упразднения федерации, был введён современный флаг Республики, откуда был убран символ союза англо- и франкоязычного Камеруна, что стало символом начала противостояния англоязычного населения с франкоязычным.

Флаг Федеративной Республики Камерун (1961 - 1975).
Флаг Республики Камерун (1975 - н.в.).

## Символизм и цвета флага
Согласно НСЮК и авторов флага, его компоненты символизируют:

### Цвет
- Голубой цвет — демократия, плюрализм, верховенство закона, потенциал роста и развития, вера в Бога.
- Белый цвет — чистота, прозрачность, подотчётность в жизни и управлении, нетерпимость к коррупции.

### Части композиции
- Голубь — принципы перед Богом, спокойствия и миролюбия.
- Оливковая ветвь — гарантия хороших новостей даже в самые мрачные периоды, правда и справедливость, мир и процветание, производительность и успех.
- 13 звёзд — округа ФРА[3].
- Золотой цвет звёзд — бесценность всех округов, сбалансированное развитие, справедливость и равенство между округами.
- Полёт голубя — дальновидность, трудолюбие, свобода и креативность.